# ГАЗ-46
ГАЗ-46 — плаваючий автомобіль, випускався Горьківським автозаводом з 1953. Армійська назва машини - МАВ (малий автомобіль водоплаваючий). Він надійшов на озброєння в 1950-х роках і був використаний багатьма країнами Східного блоку .
Під час Другої світової війни, Канада, Велика Британія та США надіслала багато військових засобів до СРСР. Серед них були конструкції джипів, вантажівок і амфібій, як DUKW 6x6 і 4x4 Ford GPD. Ford GPD були використані, щоб допомогти військовим і обладнанню, перепливати через багато річок східної Європи і боротися з німцями. Після війни, СРСР вирішила розвивати два аналогічних транспортні засоби, ЗІС-485, схожого на DUKW, і ГАЗ-46 МАВ, схожого на Ford GPA.
У зв'язку з поганим прийомом Форд GPA 'Seep' радянськими солдатами , з яких більшість  прямували до Росії від США по ленд-лізу, перш ніж виробництво було припинено достроково у 1943 році. Радянські солдати оцінили їх за те, що вони перетинають річки  внутрішніх вод, і вирішили придбали ліцензію у Форда, щоб почати виробництво GPA собі ще до закінчення війни. Після війни Форд передав всі документи, інструменти і штампи, і російська Seeps була побудована за ліцензією, як і ГАЗ 011 з 1944 - 1945
ГАЗ-46 був побудований на вузлах і агрегатах серійного ГАЗ-69. На плаву машина могла пересуватися за допомогою трилопатевого гребного гвинта, який приводиться карданним валом від роздавальної коробки. Напрямок руху у воді змінювалося водяним кермом, поміщеним у струмені води, відкидає гвинтом. Привід до керма був тросовий, від котушки, насадженої на вал рульового колеса. Відмінною особливістю цієїамфібії були колеса особливої конструкції, що дозволяють для збільшення прохідності рухатися при зниженому тиску в шинах без ризику їх провертання і попадання води всередину покришки. На щитку приладів були тахометр і сигнальна лампочка появи води в трюмі. ГАЗ-46 оснащувався чотирициліндровим двигуном від ГАЗ-М20 «Перемога», від ГАЗ-69 була запозичена трансмісія і підвіска коліс. Випуск автомобіля тривав аж до 1958, коли виробництво базового ГАЗ-69 було передано на УАЗ. На УАЗі в той час не було виробничої можливості випускати ГАЗ-46, що, поряд з порівняно невисокою потребою в цьому автомобілі, і послужило приводом до припинення виробництва.